# ضريح الشيخ أندقاني
ضريح الشيخ أندقاني (بالفارسية: آرامگاه شیخ اندقانی) هو ضريح تاريخي يعود إلى القرن السابع الهجري، ويقع في مقاطعة جاجرم.